# 高島規郎
高島 規郎（たかしま のりお 1951年- ）は、大阪府出身の卓球選手。全日本卓球選手権大会1972年度・1978年度・1979年度の3回、男子シングルスで優勝している。なお、カット主戦型で全日本を3度以上制しているのは、松下浩二（4度）と2人だけで、「ミスター・カットマン」と称されている。また、1975年の世界卓球選手権では男子シングルスで3位入賞、団体でも4回に渡って銅メダル獲得メンバーとなった。
第一線を退いた後も、指導者として、日本代表男子監督を務めたり、松下浩二を始めとして多くのカット主戦型の選手の指導・助言にあたっている。特に、2001年世界卓球選手権大阪大会で女子ダブルスで3位に入賞した武田明子・川越真由組を世界レベルにのし上げたり、2006年全日本卓球選手権東京都予選で予選落ちを経験した佐藤素子をわずか5ヵ月で女子シングルスでベスト8まで勝ち進めさせたりと、功績は大きい。
現在は母校の近畿大学で健康スポーツ教育センター教授を務める。

## その他
高島の日本卓球界における大きな功績として、自身が提唱した「肩甲骨打法」や「楕円打法」、それらの打法を発展させた「8の字打法」等の打法が挙げられる。
これらの打法は、卓球において合理的な打球スイングを可能にした打法であり、現在の日本の卓球界ではデファクトスタンダードとなっている。

## 主な戦績
- 1973年　全日本学生卓球選手権　男子シングルス　優勝
- 1972年・1978年・1979年 　全日本卓球選手権　男子シングルス　優勝
- 1975年　世界卓球選手権　男子シングルス　3位入賞

## 著書
- 『卓球戦術ノート』（卓球王国、2001年12月） ISBN 978-4901638012
- 『卓球 世界の技―見て学ぶ!世界のトップ選手のハイテクニック』（卓球王国、2002年7月）ISBN 978-4901638036
- 『続 卓球戦術ノート』 (卓球王国、2012/07) ISBN 978-4901638364
- 『選手の力を引き出す言葉力』 (卓球王国、2012/12) ISBN 978-4901638371
- 『敗者を勝者に変える　卓球戦術ノート』（卓球王国、2019/04）ISBN 978-4901638531